# Aşkale
Aşkale là một huyện thuộc tỉnh Erzurum, Thổ Nhĩ Kỳ. Huyện có diện tích 1530 km² và dân số thời điểm năm 2007 là 27890 người, mật độ 18 người/km².